# 烏爾勒帕拉烏帕齊拉
烏爾勒帕拉乌帕齐拉是孟加拉国錫拉傑甘傑縣的一个乌帕齐拉，位於拉傑沙希专区的錫拉傑甘傑縣。。

## 人口
據1991年孟加拉國人口普查，烏爾勒帕拉共有戶數69,479戶，人口399074人。其中男性佔比51.13%，女性佔比48.87%；成年人口192,188人。該地7歲以上人口之平均識字率為32.2%。